# 威尔士渔夫帽

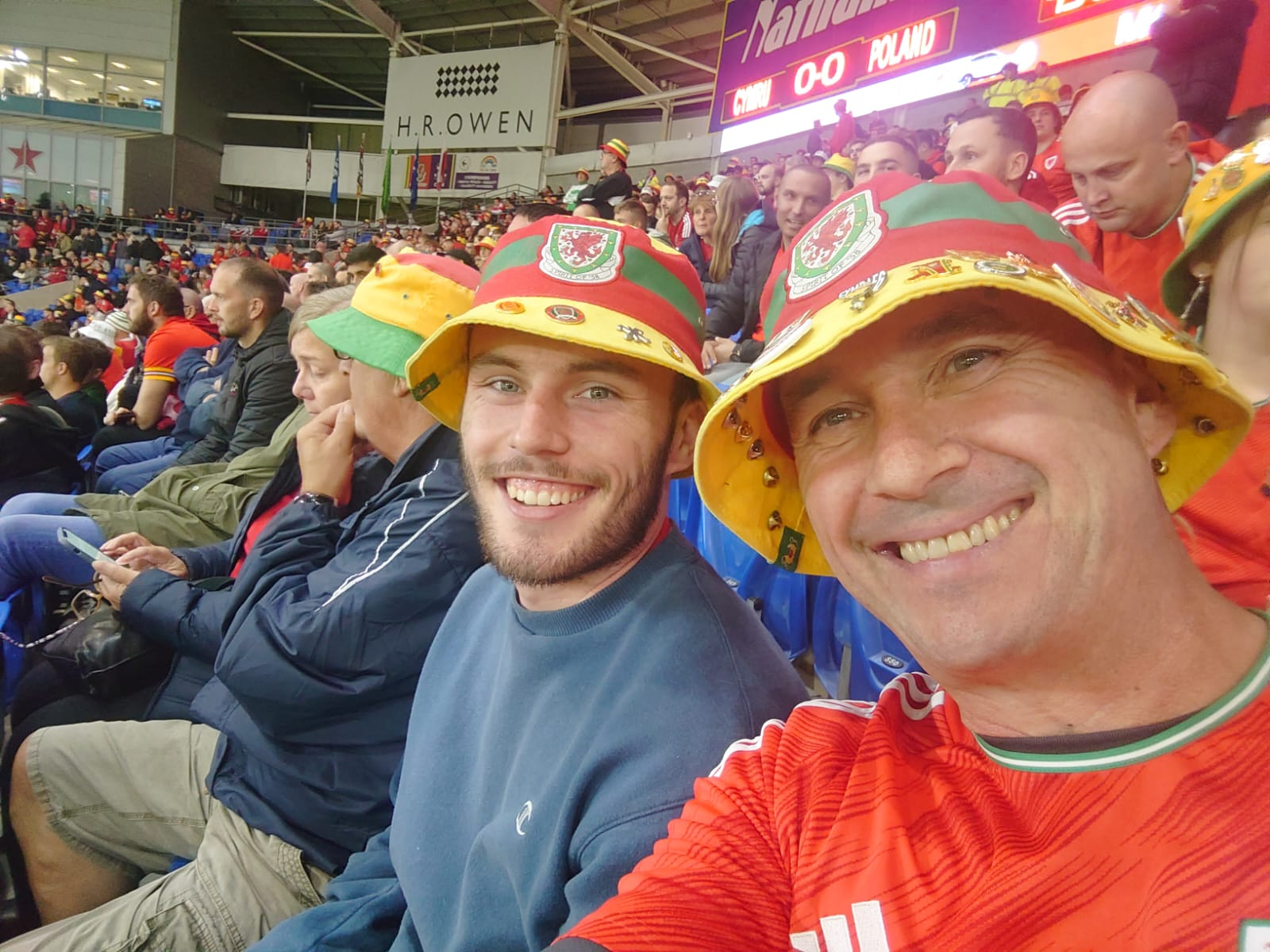
佩戴威尔士渔夫帽的威尔士球迷

威尔士渔夫帽（直译：威尔士水桶帽），是一种彩色的渔夫帽，主要由威尔士足球代表队的支持者佩戴。该渔夫帽由Spirit of '58设计，包含红、黄、绿三色。它最初在威尔士参加2016年歐洲足球錦標賽期间广受欢迎。随后，渔夫帽的其他设计也开始出现。2022年國際足協世界盃期间，巨型的威尔士渔夫帽被放置在威尔士各城市中心。

## 背景
自1958年在四分之一决赛中输给了最终的冠军巴西队以来，威尔士在数十年间没有获得世界杯足球赛的参赛资格。1990年代时球队达到了最低点，在世界杯或欧锦赛的预选赛时，只有约11名威尔士的球迷前往格鲁吉亚和芬兰观看比赛。到了2016年，球队找到了新的信心，获得2016年欧锦赛的参赛资格，进入了半决赛，并获得了歐洲足球協會聯盟颁发的“杰出贡献”（outstanding contribution）奖。最终在2022年，威尔士获得了2022年世界杯的参赛资格，标志着威尔士相隔64年後重回世界杯。

## 设计者
北威尔士的球迷蒂姆·威廉姆斯（Tim Williams）一直在关注的威尔士国家队的表现，注意到球迷们唯一可以用于应援的穿戴物是仿制的威尔士足球衣。2010年，他在业余时间建立了Spirit of '58公司，并开始设计和销售纪念品、衬衫，以及红、黄、绿颜色的渔夫帽。他表示，设计这顶帽子“只是为了给比赛带来一点色彩和乐趣”，其灵感来自于他最喜欢的乐队——石玫瑰。还有人指出，帽子上黄色是水仙花的颜色（威尔士的国家象征）。该商品致敬了威尔士新的“黄金一代”球员，庆祝威尔士球队在国际上重新获得的成功。威尔士获得2016年欧洲足球锦标赛的参赛资格后，该公司的生意变得非常火爆，威廉姆斯开始全职工作。威廉姆斯在网上或位于巴拉的店铺销售这种帽子.

## 知名度

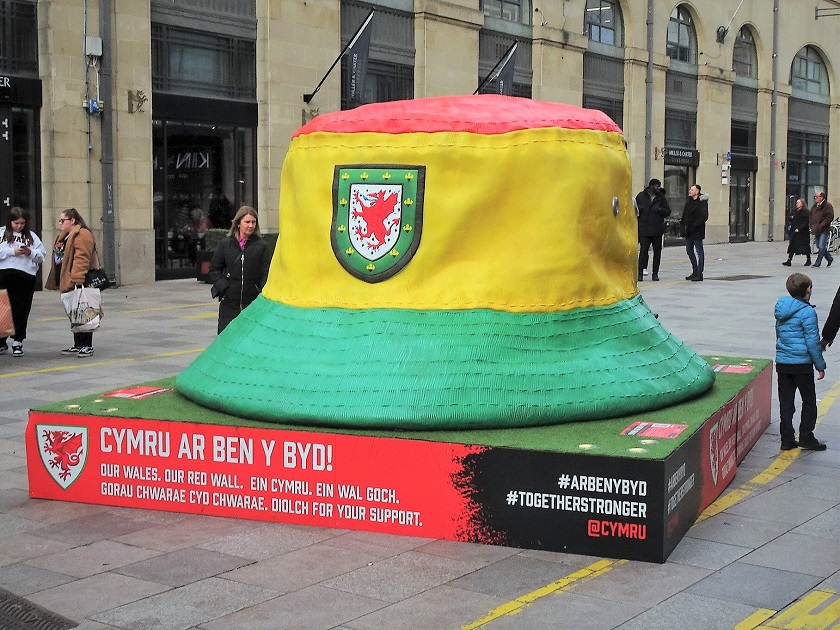
位于威尔士首都加的夫的巨型威尔士渔夫帽雕塑（摄于2022年11月）

红、黄、绿颜色的渔夫帽经常出现在威尔士的海外足球比赛中，但其首次广泛流行是在2016年欧洲足球锦标赛期间。
在威尔士获得2020年欧锦赛的参赛资格前后，这种帽子再次流行起来。

### 2022年世界杯
2022年6月5日，威尔士在预选赛中击败乌克兰，获得了卡塔尔举办的2022年世界杯的参赛资格。天空體育台的评论员（也是前威尔士球员）丹尼·加比顿和艾殊利·威廉斯在比赛结束哨声响起时立即戴上了威尔士渔夫帽进行直播。
威尔士渔夫帽成为了威爾斯足球協會（FAW）提高威尔士足球队形象的战略之一。五个10英尺（3.0）高，可照明的渔夫帽模型被作为公共艺术安置在威尔士加的夫、斯旺西、班戈、雷克斯漢姆、阿伯里斯特威斯的市（或镇）中心。一个巨大的红色威尔士渔夫帽被安置在多哈（卡塔尔世界杯的举办城市之一），并在威尔士第一场足球比赛的前一天由威爾斯足球協會揭幕，威尔士首席部长翟景輝出席了揭幕仪式。BBC威尔士带着一个大型充气版的威尔士渔夫帽在威尔士朗德、巴格兰、比尔斯韦尔斯、班戈等地巡回演出。